# ۱ اسفند
۱ اسفند سیصد و سی و هفتمین روز سال در گاه‌شماری خورشیدی است. به پایان سال ۲۸ روز (۲۹ روز در سال کبیسه) باقی‌است.

## رویدادها
- ۱۲۰۶ - امضا شدن عهدنامه ترکمانچای بین دودمان قاجار از ایران با امپراتوری روسیه
- ۱۲۸۹ - تصویب رسمی تقویم 
گاه‌شماری بروجی به‌عنوان مقیاس رسمی زمان محاسبات مالی ایران در دوره دوم مجلس شورای ملی.
- ۱۳۶۴ - حادثه ۱ اسفند ۱۳۶۴ فروند فوکر اف۲۷ فرندشیپ.
- ۱۳۸۹ - تظاهرات ۱ اسفند ۱۳۸۹ جنبش سبز.
- ۱۳۹۶ - انتشار آلبوم تصویر، شادمهر عقیلی.
- ۱۴۰۲ - افشای اسناد قوه قضائیه جمهوری اسلامی ایران پس از حمله سایبری گروه عدالت علی.

## زادروزها
- ۱۳۲۵ - عمران صلاحی، شاعر و نویسنده
- ۱۳۲۸ - مسعود فردمنش، خواننده و ترانه‌سرا
- ۱۳۴۷ - محمد خاکپور، فوتبالیست
- ۱۳۵۲ - کریم باقری، فوتبالیست

## درگذشت‌ها
- ۱۲۷۳ - میرزای شیرازی، صاحب حکم نهضت تنباکو و مرجع تقلید شیعه
- ۱۳۶۴ - فضل‌الله محلاتی، نماینده سید روح‌الله خمینی در سپاه پاسداران انقلاب اسلامی
- ۱۳۶۴ - عبدالباقی درویش، خلبان و آموزگار نیروی هوایی ارتش جمهوری اسلامی ایران
- ۱۳۷۲ - ابراهیم فخار، بازیگر
- ۱۳۸۸ - کمال خان هوت، خواننده
- ۱۳۸۹ - حامد نورمحمدی، از کشته‌شدگان تظاهرات ۱ اسفند ۱۳۸۹ جنبش سبز
- ۱۴۰۰ - پریوش سطوتی، همسر حسین فاطمی
- ۱۴۰۲ - عبدالقائم شوشتری، برادر بزرگ محمداسماعیل شوشتری
- ۱۴۰۳ - منوچهر  والی زاده،صداپیشه و بازیگر

## مناسبت‌ها
- روزجهانی عدالت اجتماعی
- جشن آبسالان